# Leslie Fiedler
Leslie Aaron Fiedler (Newark, 8 marzo 1917 – Buffalo, 29 gennaio 2003) è stato un critico letterario e scrittore statunitense, uno dei maggiori del Novecento, nonché un apprezzato narratore.
Nei suoi scritti si è spesso opposto alla cultura e alla critica accademica, accusata di declamare canoni che poco hanno a che vedere con i gusti e la sensibilità collettivi.
Tra le sue opere più note vi sono il romanzo La macchia (1969) e i saggi Amore e morte nel romanzo americano (1960), Aspettando la fine (1964), Il ritorno del pellerossa (1968), L'epica involontaria (1980), Cos'era la letteratura? Cultura di classe e società di massa (1982).

## Opere
- Come Back to the Raft Ag'in, Huck Honey! (1948)
- An End to Innocence: Essays on Culture and Politics (1955)
- Whitman (1959, a cura di)
- The Jew in the American Novel (1959, quaderno dell'Herzl Institute)
- [1]no! in thunder: Essays on Myth and Literature (1960)
- Love and Death in the American Novel (1960)
  - trad. di Valentina Poggi, Amore e morte nel romanzo americano, a cura di Carlo Izzo, Longanesi, Milano 1963
- The Riddle of Shakespeare's Sonnets (1962, con R. P. Blackmur, Northrop Frye, Edward Hubler, Stephen Spender, Oscar Wilde)
- Pull Down Vanity (1962) (racconti)
- The Second Stone: A Love Story (1963, romanzo)
  - trad. di Bruno Oddera, Il congresso dell'amore. Un romanzo d'amore, Longanesi, Milano 1964
- A Literary Guide to Seduction (1963, con Robert Meister)
- The Continuing Debate: Essays on Education for Freshmen (1964, con Jacob Vinocur)
- Waiting for the End: The American Literary Scene from Hemingway to Baldwin (1964)
  - trad. di Luigi Ballerini, Aspettando la fine. La crisi della cultura, della razza, del sesso negli Stati Uniti, Rizzoli, Milano 1966
- Back to China (1965, romanzo)
- The Last Jew in America (1966, racconti)
  - trad. di Daniela Fink, L'ultimo ebreo in America, introduzione di Guido Fink, Giuntina, Firenze 1989
- The Return of the Vanishing American (1968)
  - trad. di Luigi Brioschi, Il ritorno del pellerossa. Mito e letteratura in America, Rizzoli, Milano 1969
- O Brave New World American Literature from 1600–1840 (1968, a cura di, con Arthur Zeiger)
- Being Busted (1969)
- Nude Croquet: The Stories (1969, racconti)
  - trad. di Francesco Saba Sardi, La macchia, Rizzoli, Milano 1972
- The Art of the Essay (1969, a cura di)
- Cross the Border. Close the Gap (1972)
- Unfinished Business (1972)
- Collected Essays of Leslie Fiedler (1972)
  - trad. parziale in Vacanze romane. Un critico americano a spasso nell'Italia letteraria, a cura di Samuele F.S. Pardini, Donzelli, Roma 2004
  - trad. parziale in Arrivederci alle armi. L'America, il cinema, la guerra, a cura di Samuele F.S. Pardini, Donzelli, Roma 2005
- To the Gentiles (1972)
- The Stranger in Shakespeare (1972)
  - trad. di Ada Donati e Alfredo Rizzardi, Lo straniero in Shakespeare, Argalia, Urbino 1979
- Beyond the Looking Glass: Extraordinary Works of Fairy Tale and Fantasy (1973, a cura di, con Jonathan Cott)
- Rebirth of God, the Death of Man, in «Salmagundi: A Quarterly of the Humanities & Social Sciences», inverno 1973, n. 21, pp. 3–27
- The Messengers Will Come No More (1974)
- In Dreams Awake: A Historical-Critical Anthology of Science Fiction (1975, a cura di)
- A Fiedler Reader (1977, antologia)
- The Inadvertent Epic: From Uncle Tom's Cabin to Roots (1978, Massey Lecture)
- Freaks: Myths and Images of the Secret Self (1978)
  - trad. di Ettore Capriolo, Freaks. Miti e immagini dell'io segreto, Garzanti, Milano 1981; poi Il Saggiatore, Milano 2009
- English Literature: Opening Up the Canon, (1981, a cura di, con Houston A. Baker jr.)
- What was literature? Class Culture and Mass Society (1982)
- Buffalo Bill and the Wild West (1982)
- Olaf Stapledon: A Man Divided (1983)
- Fiedler on the Roof: Essays on Literature and Jewish Identity (1991)
  - trad. di Maria Baiocchi, Dodici passi sul tetto. Saggi sulla letteratura e l'identità ebraica, introduzione di Guido Fink, Donzelli, Roma 1999
- The Tyranny of the Normal: Essays on Bioethics, Theology & Myth (1996)
  - trad. di Maria Baiocchi, La tirannia del normale. Bioetica, teologia e mito, Donzelli, Roma 1998
- A New Fiedler Reader (1999)